# 陈沙公路
 陈沙公路，是中华人民共和国广东省汕头市潮南区的一条一级公路。起自汕头市潮南区陇田镇，终点为汕头市潮南区陈店镇，与普宁市的陈沙公路延长线（普宁大道）连接，现潮南区境内通车路段为27.7公里（东西大概3.2公里延长线还没完成征地手续），路基宽26米，四车道。工程于1995年由原潮阳市委市政府动工建设，后因各种原因，公路建设在1996年底停工。2003年3月潮阳撤市分区后，陈沙公路全路段归属潮南区。但由于陈沙公路原立项审批为收费公路，而且停工达7年之久，大陆收费公路的政策也发生了变化，原陈沙公路的里程已不满足收费的条件，因此广东省交通厅于2002年确定将陈沙公路的东段延伸至田心与省道337线连结，西段延伸往普宁市形成一条满足收费公路里程的一级公路，潮南区境内30.94公里，计划普宁段约21公里。于2006年10月重新开工，至2009年9月潮南区完成境内27.7公里的建设并通车，但两端3.2公里延长线、收费站、养护中心并没建设，因而暂时通车免费。由于路面情况较好，行车司机速度较快，但是该路路过的人口密集的村庄较多，私设村庄路口较多，且公路警示牌几乎没有，故该公路经常发生交通事故。